# Kathedraal van Angers
De Cathédrale Saint-Maurice d'Angers (Nederlands: Kathedraal van Sint-Mauritius van Angers) is een romaans-gotische kathedraal in de Franse stad Angers. Het is de zetel van het bisdom Angers.

## Geschiedenis
Oorspronkelijk was de eerste kathedraal van Angers gewijd aan Maria. In 396 werd door bisschop Martinus van Tours hier de heilige Mauritius bij toegevoegd doordat hij in het bezit was gekomen van een relikwie met bloed van de leden van het Thebaanse Legioen, geleid door Mauritius. Volgens de legende kwam een gedeelte van dit relikwie ook in Angers terecht.
In het begin van de elfde eeuw wilde bisschop Hubert van Vendôme een nieuwe kathedraal in romaanse stijl laten optrekken in de stad. De kerk werd geconsacreerd in 1025, maar zeven jaar later brandde deze kerk alweer af. Onder bisschop Godfried van Tours (1081-1093) werd begonnen met de bouw van een nieuwe kathedraal. Deze werd pas begin dertiende eeuw voltooid. Nadien onderging de kerk nog verschillende veranderingen. Zo werd in de zestiende eeuw nog de voorgevel ingrijpend veranderd en werden de torenspitsen in renaissancestijl opgetrokken.

## Afmetingen
- Totale lengte: 90,47 meter
- Breedte van de westgevel: 23 meter
- Hoogte van het schip: 24,7 meter
- Lengte van het schip: 48 meter
- Hoogte van de torenspitsen: 70 en 77 meter

## Graven
- Yolande van Aragón
- Margaretha van Anjou
- René I van Anjou

## Galerij

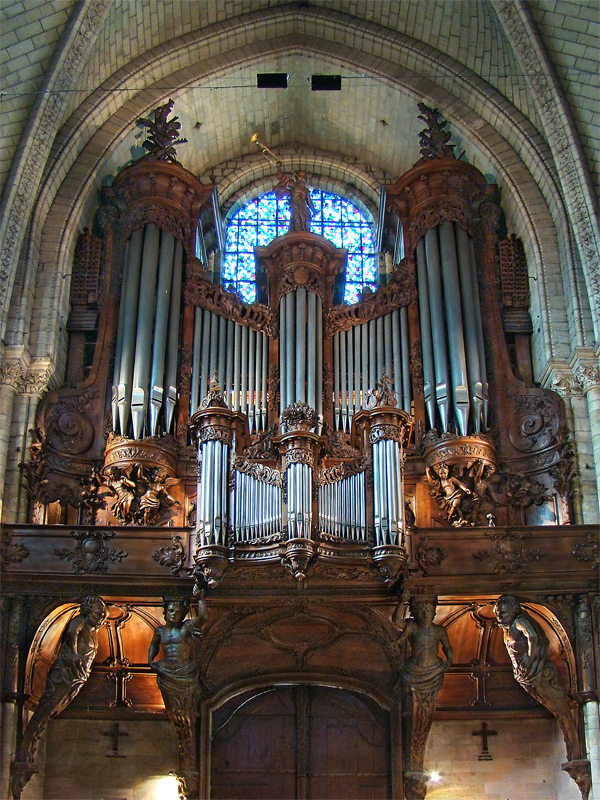
Het grote orgel van de kathedraal
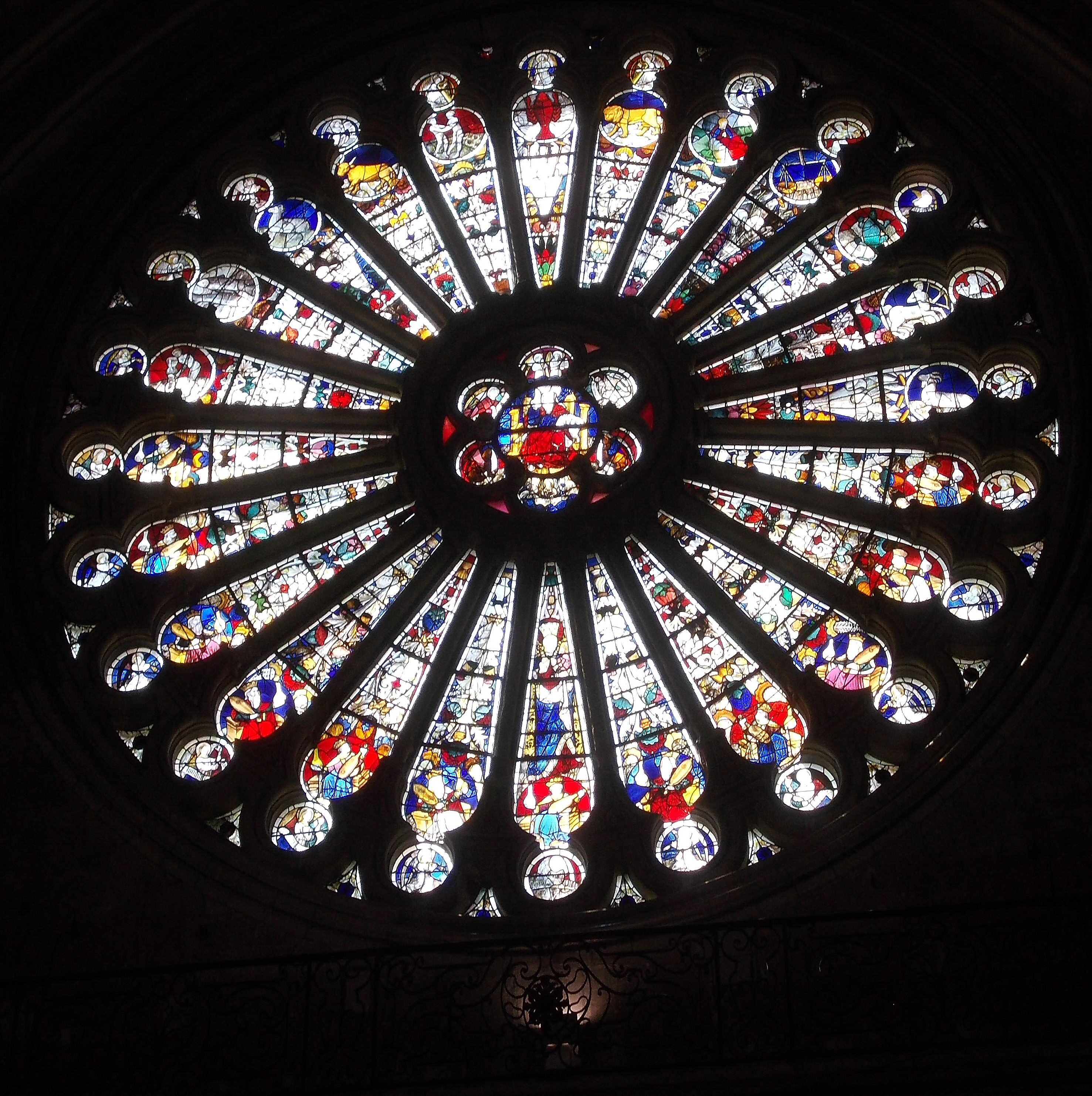
Het zuidelijke rozetraam met Christus en de dierenriem
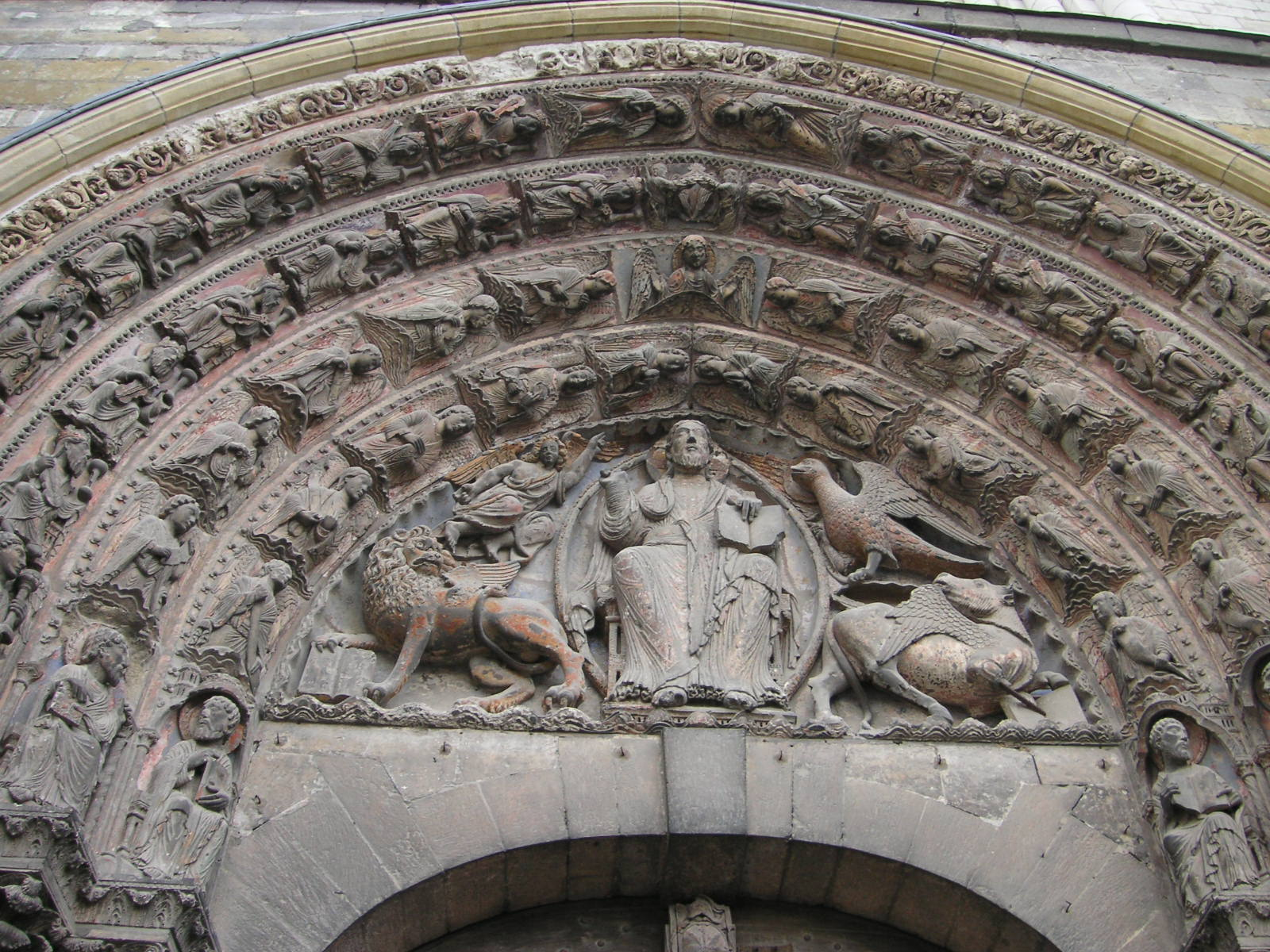
De koninklijke ingang met Majestas Domini en de vier evangelisten
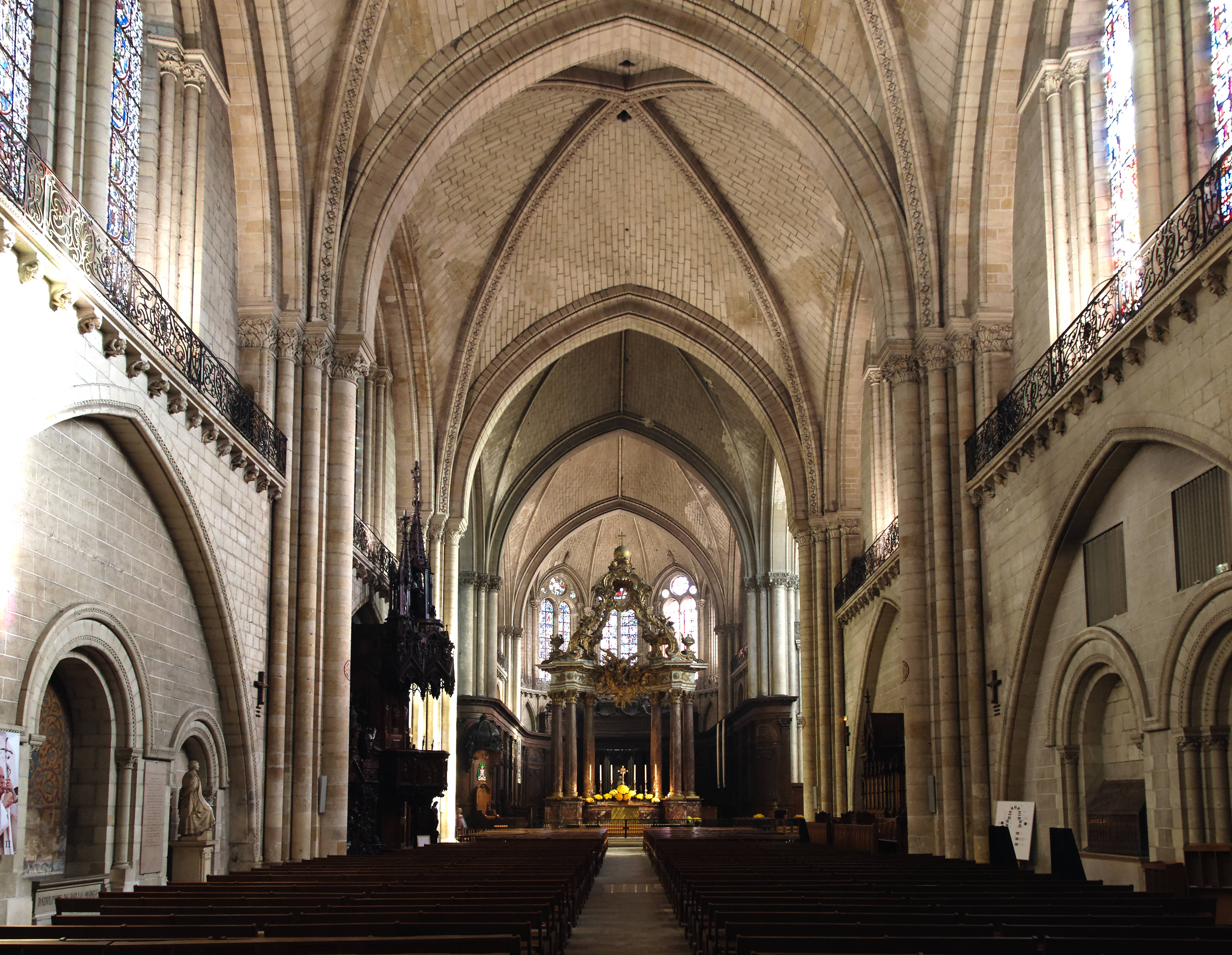
Het schip van de kerk